# Мужская сборная Португалии по водному поло
Мужская сборная Португалии по водному поло — национальная ватерпольная команда, представляющая Португалию на международной арене. Управляющей организацией является Ассоциация плавания Португалии (порт. Federação Portuguesa de Natação, FPN, англ. Portuguese Swimming Federation).

## Результаты выступлений

### Олимпийские игры
| Год        | Место          | И              | В              | Н              | П              | ГЗ             | ГП             | +/-            |
| ---------- | -------------- | -------------- | -------------- | -------------- | -------------- | -------------- | -------------- | -------------- |
| 1900—1948  | не участвовали | не участвовали | не участвовали | не участвовали | не участвовали | не участвовали | не участвовали | не участвовали |
| 1952       | 20             | 2              | 0              | 0              | 2              | 2              | 16             | -14            |
| 1956—н. в. | не участвовали | не участвовали | не участвовали | не участвовали | не участвовали | не участвовали | не участвовали | не участвовали |